# この音とまれ!
『この音とまれ！』（このおととまれ）は、アミューによる日本の少年漫画。作者の連載デビュー作であり、『ジャンプスクエア』（集英社）において、2012年から連載中。
本作は、和楽器の1つ・箏をテーマとした学園漫画である。作中には古典曲から本作オリジナルの曲まで多種多様な箏曲が登場しており、2017年には作中に登場する箏曲を収録したCDがリリースされ、文化庁芸術祭で優秀賞を受賞している。

## あらすじ
本作の主人公・久遠愛は、ある年の春、神奈川県の県立高校・時瀬高校に進学し、箏曲部に入部する。当時、箏曲部の部員は部長の倉田武蔵1人しかおらず、箏曲部は廃部の危機に瀕していたが、愛に加え、箏の家元の娘・鳳月さとわや、愛の友人の足立実康・水原光太・堺通孝が入部したことで、部員不足による廃部の危機から脱する。しかし、愛のことを快く思わない教頭が箏曲部の廃部を目論んだため、部員たちは部の存続を懸けて、1か月後に全校生徒の前で演奏を披露することになる。
1か月後、演奏に臨んだ箏曲部の部員たちは、教頭から部の存続を勝ち取る。その後、武蔵の同級生・来栖妃呂を加えて計7名となった箏曲部は、関東地方の高校の箏曲部が出場する「関東邦楽祭」にエントリーする。時瀬高校箏曲部は入賞を逃すが、箏曲部の顧問・滝浪涼香は部員たちの演奏を認め、以後、積極的に部員を指導するようになる。
2学期に入り、外部指導者・堂島晶の指導もあり演奏技術の底上げに成功した箏曲部は、翌夏に開催される全国大会への出場を目指して神奈川県予選に臨む。そして、全国大会の常連校である姫坂女学院や、関東邦楽祭で姫坂女学院を破った珀音高校といったライバル校を破り、全国大会出場を決める。
翌年の春、新入生の由永侑と百谷名都の2人が入部し、時瀬高校箏曲部は計9名で全国大会に臨むことになる。

## 登場人物
担当声優はテレビアニメ版 / VOMIC版の順に表記。1人しか記載がない場合はテレビアニメ版でのキャスト。演の項は舞台版における俳優を示す。
久遠 愛（くどお ちか）
声 - 内田雄馬 / 小野友樹
演 - 財木琢磨
本作の主人公。時瀬高校の男子生徒で、学年は1年（第1巻 - 第15巻）→2年（第16巻 - ）。箏曲部の部員。
かつては札付きの不良少年だったが、中学3年生のときに箏職人の祖父・源（声 - 金尾哲夫 / 秋元羊介）に預けられ、彼との交流を通じて更生する。源の死別後は、父方の叔母・衣咲（声 - 水樹奈々）の家に居候している。口が悪く短気だが、仲間思いな一面も持つ。
倉田 武蔵（くらた たけぞう）
声 - 榎木淳弥 / 逢坂良太
演 - 古田一紀
本作のもう1人の主人公。時瀬高校の男子生徒で、学年は愛の1つ上。箏曲部の部長。
地味だが、真面目で面倒見が良い。妃呂とはクラスが同じで、当初は彼女に嫌悪感を抱いていたが、箏曲部やクラスでの交流を通じて次第に好意を抱くようになる。
鳳月 さとわ（ほうづき さとわ）
声 - 種﨑敦美
演 - 田中日奈子
本作のヒロイン。時瀬高校の女子生徒で、学年は愛と同じ。箏曲部の部員。
箏の家元・鳳月会の出身で、当代家元を母に持つ。登場時はおしとやかな雰囲気を装っていたが、実際は強気で人付き合いが苦手。箏の演奏に関して天賦の才を有するが、中学生のときに母と仲違いし、破門される。高校入学後、神奈川県予選での演奏がきっかけで母と和解し、鳳月会の跡継ぎとなる。
足立 実康（あだち さねやす）
声 - 石谷春貴
演 - 塩田康平
愛の中学時代からの友達。時瀬高校の男子生徒で、学年は愛と同じ。箏曲部の部員。
ギター経験者で、リズム感が良い。
水原 光太（みずはら こうた）
声 - 井口祐一
演 - 上仁樹
愛の中学時代からの友達。時瀬高校の男子生徒で、学年は愛と同じ。箏曲部の部員。
人懐っこく、好感を抱いた人に抱きつく癖がある。リズムを取ることが苦手。
堺 通孝（さかい みちたか）
声 - 古川慎
演 - 小島ことり
愛の中学時代からの友達。時瀬高校の男子生徒で、学年は愛と同じ。箏曲部の部員。
作中では、実康、光太と合わせて「3バカ」と呼ばれる。2人とは幼稚園からの仲で、1年生のときはクラスも同じだったが、2年生では2人と別のクラスになる。
来栖 妃呂（くるす ひろ）
声 - 松本沙羅
時瀬高校で、武蔵と同じクラスに在籍している女子生徒。箏曲部に途中入部し、副部長に就任する。
さばさばした性格の持ち主だが、中学時代にクラスメイトがついた嘘によって人間関係を壊され、そのことがトラウマとなっていた。箏曲部に入部後、トラウマから自分を救ってくれた武蔵に好意を抱く。
由永 侑（よしなが あつむ）
時瀬高校の男子生徒で、学年は愛の1つ下。箏曲部の部員。
幼いころ、祖父から山田流の箏を習っており、時瀬高校箏曲部の中で唯一、山田流で箏を演奏する。好感を抱いた人間に引っ付く傾向があり、作中では愛に懐いている。
百谷 名都（ももや なつ）
時瀬高校の男子生徒で、学年は愛の1つ下。箏曲部の部員。
ドラマーとして活動しており、音楽に関して勘が良い。
滝浪 涼香（たきなみ すずか）
声 - 浪川大輔、小若和郁那（幼少）
時瀬高校の数学教師。箏曲部の顧問。
父は指揮者、母と姉はピアニストという音楽一家の出身で、本人も作曲に関して類い稀な才能を有する。箏曲部では音楽的な指導を担当する。
堂島 晶（どうじま あきら）
声 - 東山奈央
時瀬高校箏曲部の外部指導者。鳳月会の下部組織・椿会の跡継ぎ。
作中世界の箏曲界で最も注目度の高いコンクールに出場し、最優秀賞を受賞した実力の持ち主。特に、一つの音を丁寧に弾く技術が高く評価されている。
高岡 哲生（たかおか てつき）
声 - 細谷佳正 / 細谷佳正
愛の幼馴染。時瀬高校の男子生徒で、学年は愛と同じ。
愛に加えて3バカとも親しい。成績は優秀で、しばしば4人の勉強の面倒を見ている。
凰 かずさ（おおとり かずさ）
声 - 佐倉綾音
箏の家元・華凰会の跡継ぎ。神奈川県にある私立高校・姫坂女学院の女子生徒で、箏曲部の部員。学年は愛と同じ。ねねという妹がいる。
思い込みが激しい性格で、一度こうと決めたらそれに向かって一直線に突き進む傾向がある。さとわの演奏に憧れを抱いている。
花村 史（はなむら ふみ）
声 - 安済知佳
姫坂女学院筝曲部に所属するかずさの友人。いつも一緒にいることが多く、思い込みが激しいかずさのツッコミ役。
桐生 桜介（きりゅう おうすけ）
声 - 寺島惇太
東京都にある私立高校・明陵高校の男子生徒で、箏曲部の部員。学年は愛と同じ。
普段はチャラチャラしているが、箏の演奏技術は高く、特に合奏時にメンバーの力を引き出すことに長けている。
宮 千太朗（みや せんたろう）
声 - 保志総一朗
茨城県にある県立高校・永大附属高校の男子生徒で、箏曲部の部員。学年は愛と同じ。
気が短く喧嘩っ早い。かつて祖母が永大附属高校の箏曲部を指導しており、その祖母のために全国大会出場を目指す。
春日井 晴（かすがい はる）
声 - 山谷祥生
永大附属高校箏曲部に所属する部員。千太郎の相棒。学年は愛と同じ。気が弱く、問題を起こしがちな千太朗に振り回されることが多々ある。
神崎 澪（かんざき みお）
声 - 蒼井翔太
神奈川県にある県立高校・珀音高校の男子生徒で、箏曲部の部員。学年は愛と同じ。
箏曲に関して、どのように弾くのが正解か分かる、という才能を持つ。
山本 大心（やまもと たいしん）
声 - 入野自由
珀音高校筝曲部の顧問。数学教師。“東条雅”（とうじょうみやび）という偽名を使い、作曲している。
鈴森 詩（すずもり うた）
声 - 戸田めぐみ
珀音高校筝曲部に所属する澪の従姉妹。
真白（ましろ）
声 - 朝井彩加 / 青木瑠璃子
時瀬高校箏曲部の先輩。倉田の2つ上の学年。
泉 朝乃（いずみ あさの）
声 - 千本木彩花
桜介の幼馴染。身体の弱い桜介を気遣う。

## 制作背景
作者のアミューは、母が箏教室の主宰者、姉がプロの箏曲家という一家に生まれ、アミュー自身も3歳から箏に触れていた。一方で小学生のときに漫画家を志し、そして、いつか箏を題材にした漫画を描きたい、という願いを抱くようになる。
その後、箏を題材にした読み切りで漫画家デビューを果たし、以後、集英社の少女漫画雑誌『りぼん』とその増刊号で読み切りを発表する日々を送っていた。このとき、アミューは「初連載はお箏のマンガでやりたい」という思いを抱いていたが、『りぼん』の担当編集者からは色よい返事がもらえず、『りぼん』を離れる。そして他の編集部に持ち込みをする中で『ジャンプスクエア』の編集者と出会い、本作の執筆に至る。
なお、アミューによると、本作は当初、さとわを主人公としていたが、さとわは主人公としては暗すぎるという指摘があり、それを受けて愛と武蔵の2人をメインとする現在の形になったという。

## 特徴

### 作風
本作は箏曲部を舞台にした青春群像劇であり、少年少女の葛藤や喜びが細やかに描かれている。アミューは、本作について、箏を中心に据えるのではなく「青春群像劇であること」を意識して描くよう気をつけている、と発言している。
先述したとおりアミューは幼いころから箏に触れており、そこで得た知見や経験が本作に活かされている。一例として、箏柱の位置の正確さにそれが表れており、また、キャラクターの箏に関する葛藤についてはアミュー自身の経験がベースになっているという。一方で、幼いころから箏に触れているために初心者がつまずくポイントが分からないという側面もあり、その対策として、担当編集者に敢えて箏の勉強をしないよう頼んだり、箏の指導経験がある母や姉にアドバイスを貰ったりしているという。

### オリジナル箏曲
先述したとおり本作には様々な箏曲が登場し、その中には本作オリジナルの箏曲も含まれる。現在までに登場した本作オリジナルの箏曲は、時瀬高校箏曲部が部の存続を懸けて全校生徒の前で弾いた「龍星群」、時瀬高校箏曲部が関東邦楽祭で弾いた「久遠」、珀音高校箏曲部が神奈川県予選で弾いた「堅香子」、時瀬高校箏曲部が神奈川県予選で弾いた「天泣」の4曲であり、4曲とも作曲はアミューの身内が担当している。
- 龍星群 - アミューの姉[28]
- 久遠 - アミューの母[29]
- 堅香子 - アミューの母[30]
- 天泣 - アミューの姉[30]

このうち「龍星群」については、コミックス第5巻の発売を記念して箏曲家による演奏動画が公開され、その後、第6巻の発売に併せて楽譜の配信が行われた。また「久遠」についても、第7巻の発売を記念して箏曲家による演奏動画が公開されている。

## 評価
本作のコミックス累計発行部数は、2021年10月時点で550万部を突破している。特に中高生を中心に読者を増やしており、中高生の中には本作をきっかけに箏を習い始める者もいる。
また、本作オリジナルの箏曲を箏曲家が演奏した動画も再生数を伸ばしており、特に「龍星群」は2018年1月8日時点で再生数が100万を超えている。
2017年3月8日にキングレコードからリリースされたアルバム『この音とまれ！〜時瀬高等学校箏曲部〜』は、平成29年度（第72回）文化庁芸術祭賞のレコード部門で優秀賞を。第32回 日本ゴールドディスク大賞で純邦楽・アルバム・オブ・ザ・イヤーを受賞した。

## 書誌情報
- アミュー 『この音とまれ！』 集英社〈ジャンプ・コミックス〉、既刊32巻（2025年3月4日現在）
  1. 2012年11月7日第1刷発行（2012年11月2日発売[集 2]）、ISBN 978-4-08-870545-3
  2. 2013年3月9日第1刷発行（2013年3月4日発売[集 3]）、ISBN 978-4-08-870639-9
  3. 2013年7月9日第1刷発行（2013年7月4日発売[集 4]）、ISBN 978-4-08-870775-4
  4. 2013年11月6日第1刷発行（2013年11月1日発売[集 5]）、ISBN 978-4-08-870845-4
  5. 2014年4月9日第1刷発行（2014年4月4日発売[集 6]）、ISBN 978-4-08-880034-9
  6. 2014年7月9日第1刷発行（2014年7月4日発売[集 7]）、ISBN 978-4-08-880142-1
  7. 2014年11月9日第1刷発行（2014年11月4日発売[集 8]）、ISBN 978-4-08-880214-5
  8. 2015年3月9日第1刷発行（2015年3月4日発売[集 9]）、ISBN 978-4-08-880320-3
  9. 2015年7月8日第1刷発行（2015年7月3日発売[集 10]）、ISBN 978-4-08-880431-6
  10. 2015年11月9日第1刷発行（2015年11月4日発売[集 11]）、ISBN 978-4-08-880508-5
  11. 2016年3月9日第1刷発行（2016年3月4日発売[集 12]）、ISBN 978-4-08-880636-5
  12. 2016年7月9日第1刷発行（2016年7月4日発売[集 13]）、ISBN 978-4-08-880730-0
  13. 2016年11月9日第1刷発行（2016年11月4日発売[集 14]）、ISBN 978-4-08-880813-0
  14. 2017年3月8日第1刷発行（2017年3月3日発売[集 15]）、ISBN 978-4-08-881029-4
  15. 2017年7月9日第1刷発行（2017年7月4日発売[集 16]）、ISBN 978-4-08-881126-0
  16. 2017年12月9日第1刷発行（2017年12月4日発売[集 17]）、ISBN 978-4-08-881168-0
  17. 2018年4月9日第1刷発行（2018年4月4日発売[集 18]）、ISBN 978-4-08-881389-9
  18. 2018年8月8日第1刷発行（2018年8月3日発売[集 19]）、ISBN 978-4-08-881475-9
  19. 2018年12月9日第1刷発行（2018年12月4日発売[集 20]）、ISBN 978-4-08-881648-7
  20. 2019年4月9日第1刷発行（2019年4月4日発売[集 21]）、ISBN 978-4-08-881810-8
  21. 2019年10月9日第1刷発行（2019年10月4日発売[集 22]）、ISBN 978-4-08-881895-5
  22. 2020年4月8日第1刷発行（2020年4月3日発売[集 23]）、ISBN 978-4-08-882263-1
  23. 2020年10月7日第1刷発行（2020年10月2日発売[集 24]）、ISBN 978-4-08-882444-4
  24. 2021年4月7日第1刷発行（2021年4月2日発売[集 25]）、ISBN 978-4-08-882602-8
  25. 2021年10月9日第1刷発行（2021年10月4日発売[集 1]）、ISBN 978-4-08-882772-8
  26. 2022年3月9日第1刷発行（2022年3月4日発売[集 26]）、ISBN 978-4-08-883055-1
  27. 2022年9月7日第1刷発行（2022年9月2日発売[集 27]）、ISBN 978-4-08-883232-6
  28. 2023年2月8日第1刷発行（2023年2月3日発売[集 28]）、ISBN 978-4-08-883377-4
  29. 2023年8月9日第1刷発行（2023年8月4日発売[集 29]）、ISBN 978-4-08-883574-7
  30. 2024年2月7日第1刷発行（2024年2月2日発売[集 30]）、ISBN 978-4-08-883832-8
  31. 2024年8月7日第1刷発行（2024年8月2日発売[集 31]）、ISBN 978-4-08-884088-8
  32. 2025年3月9日第1刷発行（2025年3月4日発売[集 32]）、ISBN 978-4-08-884332-2

## VOMIC
2013年5月、テレビ番組『サキよみ ジャンBANG!』にて、本作のVOMICが放送された。全4回で、本作の第1話がVOMIC化された。

## CD
2017年3月8日、キングレコードからCDアルバム『この音とまれ！〜時瀬高等学校箏曲部〜』がリリースされた。
このアルバムは、時瀬高校の箏曲部員をはじめとした本作の登場人物による演奏を収録するというコンセプトのもと制作された。そのため、時瀬高校箏曲部のデビュー作という体裁がとられてはいるが、実際には時瀬高校箏曲部が演奏した曲だけでなく、そのライバル校が演奏した曲も収録されている。また、作中に登場した曲だけでなく、作曲家の和田薫がこのアルバムのために書き下ろした曲も収録されている。
純邦楽のインストゥルメンタルCDは0.1万枚売れればヒットとされる中、本アルバムは、リリースから約2か月で約1.2万枚を売り上げるヒット作となった。2018年には、前年1年間の売上実績が評価される日本ゴールドディスク大賞において、「純邦楽・アルバム・オブ・ザ・イヤー」を受賞している。
| #         | タイトル                                     | 作詞      | 作曲       | 編曲      | 演奏                         | 時間 |
| --------- | -------------------------------------------- | --------- | ---------- | --------- | ---------------------------- | ---- |
| 1.        | 「龍星群」                                   |           | 綾瀬タキ   |           | 時瀬高等学校箏曲部           | 6:40 |
| 2.        | 「六段の調」(初段)                           |           | 八橋検校   |           | 倉田武蔵                     | 1:58 |
| 3.        | 「六段の調」                                 |           | 八橋検校   |           | 鳳月さとわ                   | 8:05 |
| 4.        | 「さくらさくら〜十三絃三重奏のための〜」     |           |            | 滝浪涼香  | 鳳月さとわ 凰かずさ 桐生桜介 | 2:35 |
| 5.        | 「虚龍譚〜独奏十三絃箏と箏三重奏のための〜」 |           | 和田薫     |           | 時瀬高等学校箏曲部           | 8:06 |
| 6.        | 「セピアの風に」                             |           | 北里綾     |           | 鳳月さとわ                   | 6:27 |
| 7.        | 「久遠」                                     |           | 不詳       |           | 時瀬高等学校箏曲部           | 6:48 |
| 8.        | 「二つの個性」                               |           | 藤井凡大   |           | 姫坂女学院箏曲部             | 6:23 |
| 9.        | 「百花譜」                                   |           | 沢井忠夫   |           | 明陵高等学校箏曲部           | 6:42 |
| 10.       | 「さらし風手事」                             |           | 宮城道雄   |           | 永大附属高等学校箏曲部       | 5:32 |
| 11.       | 「堅香子」                                   |           | 東条雅     |           | 珀音高等学校箏曲部           | 6:41 |
| 12.       | 「天泣」                                     |           | 鳳月さとわ | 滝浪涼香  | 時瀬高等学校箏曲部           | 7:58 |
| 合計時間: | 合計時間:                                    | 合計時間: | 合計時間:  | 合計時間: | 73:55                        |      |

なお、上記のクレジットのうち、「龍星群」「久遠」「堅香子」「天泣」の作曲者・編曲者は作中の設定に基づくものである。また、「さくらさくら〜十三絃三重奏のための〜」の編曲者も滝浪涼香となっているが、実際には和田薫が編曲を行っている。
また、2017年8月8日には、本アルバムの収録曲のうち7曲の楽譜を掲載した楽譜集が東京ハッスルコピーから発売されている。

## テレビアニメ
2018年7月26日、本作のテレビアニメ化が発表された。分割2クールで、第1クールは2019年4月から6月までTOKYO MXほかにて放送された。第2クールは同年10月から12月まで放送された。

### スタッフ
- 原作 - アミュー
- 監督 - 水野竜馬[7]
- シリーズ構成・脚本 - 久尾歩[43]
- キャラクターデザイン・総作画監督 - 山中純子[43]
- サブキャラクターデザイン・総作画監督 - 小林利充[43]
- ディレクションアドバイザー - 大庭秀昭[43]
- アクション作画監督 - 才木康寛
- 3D・プロップデザイン - 杉村友和
- 美術監督 - 黛昌樹
- 色彩設計 - 山上愛子
- 撮影監督 - 村野よもぎ子
- 編集 - 木村佳史子
- 音響監督 - 髙桑一[7]
- 音楽 - 羽岡佳[7]
- 音楽制作 - キングレコード
- プロデューサー - 髙橋きさら、古賀郁美
- アニメーションプロデューサー - 米沢恵美
- アニメーション制作 - プラチナビジョン[43]
- 製作 - この音とまれ！製作委員会[7]

### 主題歌
「Tone」
蒼井翔太による第1クールのオープニングテーマ。作詞・作曲は園田健太郎、編曲は日比野裕史。
「Harmony」
蒼井翔太による第2クールのオープニングテーマ。作詞・作曲・編曲は永井正道、ストリングスアレンジは菊谷知樹。
「Speechless」
内田雄馬による第1クールのエンディングテーマ。作詞は前迫潤哉、作曲は前迫潤哉と工藤政人、編曲は工藤政人と早川博隆。
「Rainbow」
内田雄馬による第2クールのエンディングテーマ。作詞はSHOW、作曲はSHOWとMitsu.J、編曲はMitsu.J。

### 各話リスト
| 話数      | サブタイトル      | 絵コンテ          | 演出              | 作画監督            |           |           |           |           |           |           |           |           |           |           |           |           |           |           |           |           |           |           |           |           |
| 第1クール | 第1クール         | 第1クール         | 第1クール         | 第1クール           | 第1クール | 第1クール | 第1クール | 第1クール | 第1クール | 第1クール | 第1クール | 第1クール | 第1クール | 第1クール | 第1クール | 第1クール | 第1クール | 第1クール | 第1クール | 第1クール | 第1クール | 第1クール | 第1クール | 第1クール |
| --------- | ----------------- | ----------------- | ----------------- | ------------------- | --------- | --------- | --------- | --------- | --------- | --------- | --------- | --------- | --------- | --------- | --------- | --------- | --------- | --------- | --------- | --------- | --------- | --------- | --------- | --------- |
| #1        | 新入部員          | 吉川博明          | 水野竜馬          | 伊藤美奈            |           |           |           |           |           |           |           |           |           |           |           |           |           |           |           |           |           |           |           |           |
| #2        | 資格の在処        | 奥野浩行          | 奥野浩行          | 小川浩司            |           |           |           |           |           |           |           |           |           |           |           |           |           |           |           |           |           |           |           |           |
| #3        | 新生箏曲部始動    | 水野竜馬          | 水野竜馬          | 南伸一郎            |           |           |           |           |           |           |           |           |           |           |           |           |           |           |           |           |           |           |           |           |
| #4        | 初めての響き      | 吉川博明          | 加藤顕            | 梶原紳一郎          |           |           |           |           |           |           |           |           |           |           |           |           |           |           |           |           |           |           |           |           |
| #5        | 響き届け 僕らの音 | 坂本龍典 才木康寛 | 水野竜馬          | 伊藤美奈            |           |           |           |           |           |           |           |           |           |           |           |           |           |           |           |           |           |           |           |           |
| #6        | 見えない境界線    | 大庭秀昭          | 大庭秀昭          | 南伸一郎            |           |           |           |           |           |           |           |           |           |           |           |           |           |           |           |           |           |           |           |           |
| #7        | 知られざる音の葉  | 奥野浩行          | 奥野浩行          | 小川浩司 奥野浩行   |           |           |           |           |           |           |           |           |           |           |           |           |           |           |           |           |           |           |           |           |
| #8        | みちしるべ        | 水野竜馬          | 加藤顕 水野竜馬   | 梶浦紳一郎          |           |           |           |           |           |           |           |           |           |           |           |           |           |           |           |           |           |           |           |           |
| #9        | 突き刺さる言の音  | 坂本龍典          | 水野竜馬          | 伊藤美奈            |           |           |           |           |           |           |           |           |           |           |           |           |           |           |           |           |           |           |           |           |
| #10       | 近くて遠い距離    | 大庭秀昭          | 大庭秀昭          | 南伸一郎            |           |           |           |           |           |           |           |           |           |           |           |           |           |           |           |           |           |           |           |           |
| #11       | 探してた音        | 小林孝志          | 小林孝志          | 小川浩司 梶浦紳一郎 |           |           |           |           |           |           |           |           |           |           |           |           |           |           |           |           |           |           |           |           |
| #12       | ライバル          | 坂本龍典          | 加藤顕 水野竜馬   | 南伸一郎 小林利充   |           |           |           |           |           |           |           |           |           |           |           |           |           |           |           |           |           |           |           |           |
| #13       | 久遠              | 水野竜馬          | 水野竜馬          | 伊藤美奈            |           |           |           |           |           |           |           |           |           |           |           |           |           |           |           |           |           |           |           |           |
| 第2クール |                   |                   |                   |                     |           |           |           |           |           |           |           |           |           |           |           |           |           |           |           |           |           |           |           |           |
| #14       | 一歩前へ          | 吉川博明          | 水野竜馬          | 南伸一郎            |           |           |           |           |           |           |           |           |           |           |           |           |           |           |           |           |           |           |           |           |
| #15       | きづき            | 吉川博明          | 水野竜馬 加藤顕   | 伊藤美奈            |           |           |           |           |           |           |           |           |           |           |           |           |           |           |           |           |           |           |           |           |
| #16       | 二人の時間        | 坂本龍典          | 奥野浩行          | 梶浦紳一郎 奥野浩行 |           |           |           |           |           |           |           |           |           |           |           |           |           |           |           |           |           |           |           |           |
| #17       | 再会              | 大庭秀昭          | 大庭秀昭          | 小川浩司            |           |           |           |           |           |           |           |           |           |           |           |           |           |           |           |           |           |           |           |           |
| #18       | それぞれの決意    | 水野竜馬          | 水野竜馬          | 南伸一郎            |           |           |           |           |           |           |           |           |           |           |           |           |           |           |           |           |           |           |           |           |
| #19       | 対峙              | 吉川博明          | 加藤顕            | 伊藤美奈            |           |           |           |           |           |           |           |           |           |           |           |           |           |           |           |           |           |           |           |           |
| #20       | もう一度          | 吉川博明          | 奥野浩行          | 梶浦紳一郎 小林利充 |           |           |           |           |           |           |           |           |           |           |           |           |           |           |           |           |           |           |           |           |
| #21       | 意味と役割        | 吉川博明          | 水野竜馬          | 小川浩司            |           |           |           |           |           |           |           |           |           |           |           |           |           |           |           |           |           |           |           |           |
| #22       | 決戦の朝          | 大庭秀昭          | 大庭秀昭          | 南伸一郎 小林利充   |           |           |           |           |           |           |           |           |           |           |           |           |           |           |           |           |           |           |           |           |
| #23       | 王者の覚悟        | 坂本龍典          | 小林孝志          | 伊藤美奈 小川浩司   |           |           |           |           |           |           |           |           |           |           |           |           |           |           |           |           |           |           |           |           |
| #24       | 正解のその先      | 大庭秀昭          | 大庭秀昭          | 南伸一郎 月面       |           |           |           |           |           |           |           |           |           |           |           |           |           |           |           |           |           |           |           |           |
| #25       | 天泣              | 水野竜馬          | 水野竜馬          | 伊藤美奈 山中純子   |           |           |           |           |           |           |           |           |           |           |           |           |           |           |           |           |           |           |           |           |
| #26       | スタートライン    | 吉川博明          | 小林孝志 水野竜馬 | 南伸一郎 小林利充   |           |           |           |           |           |           |           |           |           |           |           |           |           |           |           |           |           |           |           |           |

### 放送局
| 放送期間               | 放送時間                     | 放送局        | 対象地域 | 備考                                                             |
| ---------------------- | ---------------------------- | ------------- | -------- | ---------------------------------------------------------------- |
| 2019年4月7日 - 6月30日 | 日曜 1:00 - 1:30（土曜深夜） | TOKYO MX      | 東京都   |                                                                  |
|                        |                              | BS11          | 日本全域 | BS放送 / 『ANIME+』枠                                            |
| 2019年4月8日 - 7月1日  | 月曜 22:00 - 22:30           | AT-X          | 日本全域 | CS放送 / リピート放送あり                                        |
| 2019年4月10日 - 7月3日 | 水曜 23:00 - 23:30           | とちぎテレビ  | 栃木県   |                                                                  |
| 2019年4月11日 - 7月4日 | 木曜 0:00 - 0:30（水曜深夜） | WOWOWプライム | 日本全域 | BS/CS放送 / 『アニメプライム』枠 リピート放送あり / 全話無料放送 |

| 放送期間                      | 放送時間                     | 放送局        | 対象地域 | 備考                                                             |
| ----------------------------- | ---------------------------- | ------------- | -------- | ---------------------------------------------------------------- |
| 2019年10月6日 - 12月29日      | 日曜 1:00 - 1:30（土曜深夜） | TOKYO MX      | 東京都   |                                                                  |
|                               |                              | BS11          | 日本全域 | BS放送 / 『ANIME+』枠                                            |
| 2019年10月7日 - 12月30日      | 月曜 22:00 - 22:30           | AT-X          | 日本全域 | CS放送 / リピート放送あり                                        |
| 2019年10月9日 - 2020年1月1日  | 水曜 23:00 - 23:30           | とちぎテレビ  | 栃木県   |                                                                  |
| 2019年10月10日 - 2020年1月9日 | 木曜 0:00 - 0:30（水曜深夜） | WOWOWプライム | 日本全域 | BS/CS放送 / 『アニメプライム』枠 リピート放送あり / 全話無料放送 |
| 2019年10月15日 - 12月31日     | 火曜 1:25 - 1:55（月曜深夜） | 北海道テレビ  | 北海道   |                                                                  |

インターネットでは同年4月7日よりFODにて日曜1時（土曜深夜）に配信。

### BD
| 巻 | 発売日         | 収録話          | 規格品番   |
| -- | -------------- | --------------- | ---------- |
| 1  | 2019年6月26日  | 第1話 - 第3話   | KIXA-864   |
| 2  | 2019年7月24日  | 第4話 - 第6話   | KIXA-865   |
| 3  | 2019年8月21日  | 第7話 - 第9話   | KIXA-866   |
| 4  | 2019年9月25日  | 第10話 - 第13話 | KIZX-388/9 |
| 5  | 2019年12月25日 | 第14話 - 第16話 | KIXA-867   |
| 6  | 2020年1月29日  | 第17話 - 第19話 | KIXA-868   |
| 7  | 2020年2月26日  | 第20話 - 第22話 | KIXA-869   |
| 8  | 2020年3月25日  | 第23話 - 第26話 | KIXA-390/1 |

#### 補足
DVD版はレンタルのみ。

## 舞台
2019年8月から9月にかけて、全労済ホール／スペース・ゼロ（東京都）、ももちパレス（福岡県）、森ノ宮ピロティホール（大阪府）の順に公演。脚本・演出は伊勢直弘が担当。

### 集英社の本
以下の出典は『集英社の本』（集英社）内のページ。書誌情報の発売日の出典としている。
1. 1 2  “この音とまれ！ 25”. 2021年10月4日閲覧。
2. ↑  “この音とまれ！ 1”. 2018年12月5日閲覧。
3. ↑  “この音とまれ！ 2”. 2018年12月5日閲覧。
4. ↑  “この音とまれ！ 3”. 2018年12月5日閲覧。
5. ↑  “この音とまれ！ 4”. 2018年12月5日閲覧。
6. ↑  “この音とまれ！ 5”. 2018年12月5日閲覧。
7. ↑  “この音とまれ！ 6”. 2018年12月5日閲覧。
8. ↑  “この音とまれ！ 7”. 2018年12月5日閲覧。
9. ↑  “この音とまれ！ 8”. 2018年12月5日閲覧。
10. ↑  “この音とまれ！ 9”. 2018年12月5日閲覧。
11. ↑  “この音とまれ！ 10”. 2018年12月5日閲覧。
12. ↑  “この音とまれ！ 11”. 2018年12月5日閲覧。
13. ↑  “この音とまれ！ 12”. 2018年12月5日閲覧。
14. ↑  “この音とまれ！ 13”. 2018年12月5日閲覧。
15. ↑  “この音とまれ！ 14”. 2018年12月5日閲覧。
16. ↑  “この音とまれ！ 15”. 2018年12月5日閲覧。
17. ↑  “この音とまれ！ 16”. 2018年12月5日閲覧。
18. ↑  “この音とまれ！ 17”. 2018年12月5日閲覧。
19. ↑  “この音とまれ！ 18”. 2018年12月5日閲覧。
20. ↑  “この音とまれ！ 19”. 2018年12月5日閲覧。
21. ↑  “この音とまれ！ 20”. 2019年4月4日閲覧。
22. ↑  “この音とまれ！ 21”. 2019年10月4日閲覧。
23. ↑  “この音とまれ！ 22”. 2020年4月3日閲覧。
24. ↑  “この音とまれ！ 23”. 2020年10月2日閲覧。
25. ↑  “この音とまれ！ 24”. 2021年4月2日閲覧。
26. ↑  “この音とまれ！ 26”. 2022年3月4日閲覧。
27. ↑  “この音とまれ！ 27”. 2022年9月2日閲覧。
28. ↑  “この音とまれ！ 28”. 2023年2月3日閲覧。
29. ↑  “この音とまれ！ 29”. 2023年8月4日閲覧。
30. ↑  “この音とまれ！ 30”. 2024年2月2日閲覧。
31. ↑  “この音とまれ！ 31”. 2024年8月2日閲覧。
32. ↑  “この音とまれ！ 32”. 2025年3月4日閲覧。